# Исторический памятник (Франция)
Исторический памятник (фр. monument historique) — во Франции особый статус, присваиваемый государством объектам большой архитектурной или исторической ценности.
В качестве объекта может выступать здание или сооружение, отдельная его часть, комплекс зданий, памятник, сад и т. п. Статус исторического памятника может быть присвоен и движимым объектам, например, предметам мебели, церковного обихода, и даже архивным документам. Объект, объявленный историческим памятником, может находиться как в государственной, так и в частной собственности.
Реестр исторических памятников Франции называется «база Мериме».
Логотипом исторических памятников является стилизованное изображение лабиринта Реймсского собора.

## Классификатор и дополнительный список
Существуют два уровня государственной защиты исторических памятников: занесение в классификатор исторических памятников и запись в дополнительный список исторических памятников (фр. Inventaire Supplementaire des Monuments Historiques, ISMH). В первом случае говорят, что памятник классифицирован как исторический (фр. classé), во втором — что он внесён в список (фр. inscrit, дословно «записан»).

## Статистика
В конце 2005 года под охраной находилось 42 310 исторических памятников, из них 14 282 классифицированных и 28 028 записанных в список.
49,5 % исторических памятников находилось в частной собственности.
Наиболее богатые историческими памятниками регионы: Иль-де-Франс (3748 памятников, из них 1787 в Париже), Аквитания (2683) и Центр (2644).
Наиболее посещаемые исторические памятники (учитывались лишь памятники, вход в которые осуществляется по билетам):
1. Триумфальная арка на площади Этуаль в Париже
2. Аббатство Мон-Сен-Мишель
3. Сент-Шапель
4. Замок Верхний Кёнигсбург
5. Пантеон

## Обязанности собственника исторического памятника
Любое изменение (реконструкция, реставрация) объекта, классифицированного как исторический памятник, должно быть согласовано, для чего не менее чем за четыре месяца до начала работ префекту региона подаётся соответствующая заявка с указанием предстоящих работ.
Классифицированные объекты, а также составляющие их части, не могут быть уничтожены или перемещены.
О любом изменении форм собственности (продажа, дарение и т. п.) объекта необходимо предварительно информировать министра (в настоящее время — Министра культуры и коммуникаций). Новый собственник должен быть поставлен в известность о том, что объект является историческим памятником.
Нельзя проводить строительство в непосредственной близости от объекта без предварительного согласования с министром.